# Arpège
Pour les articles homonymes, voir Arpège (homonymie).
Pour l’article ayant un titre homophone, voir ARPEJ.
 (février 2025).
Si vous disposez d'ouvrages ou d'articles de référence ou si vous connaissez des sites web de qualité traitant du thème abordé ici, merci de compléter l'article en donnant les références utiles à sa vérifiabilité et en les liant à la section « Notes et références ».
En musique, un arpège est une série de notes émises successivement et qui, considérées ensemble, forment un accord. L'arpège permet aux instruments monodiques de jouer des accords et l'harmonie.

## Explication
Un arpège est un groupe de notes appartenant à un même accord jouées successivement, soit ascendant soit descendant.
Début de la sonate « au clair de lune » de Ludwig van Beethoven.
L'accord peut être un accord de trois notes composé de la fondamentale, de la tierce et de la quinte, mais il peut s'étendre sur plus d'une octave.
Extrait de Jesu bleibet meine Freude de la cantate Herz und Mund und Tat und Leben (BWV 147) de Johann Sebastian Bach.
Le passage progresse de sol majeur(M)vers sol septième, la mineur(m), ré septième (ou fa dièse diminué), sol majeur mi mineur et ré septième :
Un accord est dit « arpégé » ou « égrené » lorsque les notes sont émises les unes après les autres mais continuent à sonner jusqu’à la réalisation complète de l'accord.
La lecture audio n'est pas prise en charge dans votre navigateur. Vous pouvez télécharger le fichier audio.

## Instruments
Certains instruments à cordes pincées émettent plus facilement des arpèges que des accords (typiquement, la guitare classique et ses prédécesseurs). Cette pratique peut influencer celle d’autres instruments. Ainsi, la technique des luthistes a-t-elle influencé, en France, à l’époque baroque, celle des clavecinistes : le luth était en effet un instrument prestigieux et apprécié de Louis XIV.
Par extension, l'arpège désigne aussi la technique de jeu associée sur les instruments à cordes, c'est-à-dire le pincement des cordes.
On peut également parler de style « luthé » lorsque le compositeur utilise des arpèges (cf. les préludes du Clavier bien tempéré de Johann Sebastian Bach).
Certains instruments et notamment les synthétiseurs intègrent des fonctions de reproduction d'arpèges. On nomme cet outil « arpégiateur ». Bien souvent les arpèges y sont programmables, paramétrables voire automatiques selon les marques qui les proposent.